# Dubiecko (gemeente)
De gemeente Dubiecko is een landgemeente in het Poolse woiwodschap Subkarpaten, in powiat Przemyski. De zetel van de gemeente is in Dubiecko.
Op 30 juni 2004 telde de gemeente 9521 inwoners.

## Oppervlakte gegevens
In 2002 bedroeg de totale oppervlakte van gemeente Dubiecko 154,26 km², waarvan:
- agrarisch gebied: 57%
- bossen: 36%

De gemeente beslaat 12,71% van de totale oppervlakte van de powiat.

## Demografie
Stand op 30 juni 2004:
| Omschrijving                   | Totaal | Totaal | Vrouwen | Vrouwen | Mannen | Mannen |
| ------------------------------ | ------ | ------ | ------- | ------- | ------ | ------ |
| eenheid                        | aantal | %      | aantal  | %       | aantal | %      |
| inwoners                       | 9521   | 100    | 4785    | 50,3    | 4736   | 49,7   |
| bevolkingsdichtheid (inw./km²) | 61,7   | 61,7   | 31      | 31      | 30,7   | 30,7   |

In 2002 bedroeg het gemiddelde inkomen per inwoner 1287,83 zł.

## Administratieve plaatsen (sołectwo)
Dubiecko, Przedmieście Dubieckie, Nienadowa, Hucisko Nienadowskie, Bachórzec, Drohobyczka, Kosztowa, Winne-Podbukowina, Słonne, Wybrzeże, Śliwnica, Sielnica, Łączki, Iskań, Tarnawka, Piątkowa, Załazek Piątkowski.

## Aangrenzende gemeenten
Bircza, Dynów, Jawornik Polski, Kańczuga, Krzywcza, Pruchnik